# Wolfram Kurschat
Wolfram Kurschat (Werne, 17 mei 1975) is een Duits mountainbiker, die zijn vaderland vertegenwoordigde bij de Olympische Spelen in 2008 (Peking).

## Erelijst

### Mountainbike
1999
- Duitse kampioenschappen mountainbike (cross country)

2004
- Duitse kampioenschappen mountainbike (cross country)

2005
- Duitse kampioenschappen mountainbike (cross country)

2007
- 2e in Mtn. Voroklini
- 1e in Cyprus MTB Cup
- Duitse kampioenschappen mountainbike (cross country)
- 6e Europese kampioenschappen (cross country)

2008
- Duitse kampioenschappen mountainbike (cross country)
- 33e Olympische Spelen (cross country)
- 2e in Buchs
- 3e in Bad Salzdetfurth

2009
- Duitse kampioenschappen mountainbike (cross country)
- 2e in Houffalize

2010
- 3e in Houffalize
- 9e in Offenburg

2011
- Duitse kampioenschappen mountainbike (cross country)

- Gemeinsame Normdatei: 1021440663
- Virtual International Authority File: 242825766
- WorldCat: E39PBJgMFJ9GfCTQd9PyCbjDMP